# Manchester United Football Club 1989-1990
Questa voce raccoglie le informazioni riguardanti il Manchester United Football Club nelle competizioni ufficiali della stagione 1989-1990

## Stagione
L'inizio della stagione fu caratterizzato dal tentativo di acquisto della società da parte di una cordata di investitori capeggiata dell'uomo d'affari Michael Knighton; nonostante il presidente Martin Edwards avesse accettato l'offerta di 20 milioni di sterline, la transazione non venne ultimata entro i termini stabiliti a causa del ritiro di alcuni dei soci di Knighton, il quale poté comunque assicurarsi un posto nel consiglio di amministrazione dei Red Devils.
Dal punto di vista sportivo, i Red Devils esordirono battendo per 4-1 l'Arsenal campione in carica, ma nei mesi successivi collezionarono una serie di prestazioni scadenti (fra cui l'eliminazione nei primi turni della coppa di Lega e lo stazionare nelle posizioni di classifica medio-bassa della First Division) che suscitarono, sul finire del 1989, alcune contestazioni dei tifosi sulla panchina di Ferguson. All'inizio del 1990 i Red Devils esordirono nella FA Cup battendo il Nottingham Forest e mettendosi al riparo da eventuali cambi alla guida tecnica; la squadra proseguì nella competizione fino alla finale contro il Crystal Palace, battuto nella ripetizione dell'incontro. Grazie a tale risultato e al decadimento del bando quinquennale dei club inglesi in seguito alla strage dell'Heysel, il Manchester United poté disputare la successiva edizione della Coppa delle Coppe.

## Maglie e sponsor
Lo sponsor tecnico per la stagione 1989-1990 è Adidas, mentre lo sponsor ufficiale è Sharp.
| Manica sinistra · Manica sinistra · Maglietta · Maglietta · Manica destra · Manica destra · Pantaloncini · Pantaloncini · Calzettoni · Calzettoni | Manica sinistra · Manica sinistra · Maglietta · Maglietta · Manica destra · Manica destra · Pantaloncini · Pantaloncini · Calzettoni · Calzettoni | Manica sinistra · Manica sinistra · Maglietta · Maglietta · Manica destra · Manica destra · Pantaloncini · Pantaloncini · Calzettoni · Calzettoni |  |

## Organigramma societario
Area direttiva
- Presidente: Martin Edwards
- Presidente onorario: Matt Busby
- Consiglio di amministrazione: Bobby Charlton, Michael Edelson, Maurice Watkins, Amer Al Midani, Nigel Burrows, Les Olive, Michael Knighton[4]

Area organizzativa
- Segretario generale: Kenneth Merrett

Area marketing
- Ufficio marketing: Danny McGregor

Area tecnica
- Allenatore: Alex Ferguson
- Allenatore in seconda: Archie Knox

## Rosa
| N. |                             | Ruolo | Calciatore         |
| -- | --------------------------- | ----- | ------------------ |
|    | Australia (bandiera)        | P     | Mark Bosnich       |
|    | Scozia (bandiera)           | P     | Jim Leighton       |
|    | Inghilterra (bandiera)      | P     | Les Sealey         |
|    | Inghilterra (bandiera)      | D     | Viv Anderson       |
|    | Galles (bandiera)           | D     | Clayton Blackmore  |
|    | Irlanda (bandiera)          | D     | Derek Brazil       |
|    | Inghilterra (bandiera)      | D     | Steve Bruce        |
|    | Irlanda del Nord (bandiera) | D     | Mal Donaghy        |
|    | Inghilterra (bandiera)      | D     | Mike Duxbury       |
|    | Inghilterra (bandiera)      | D     | Colin Gibson       |
|    | Inghilterra (bandiera)      | D     | Lee Martin         |
|    | Inghilterra (bandiera)      | D     | Gary Pallister     |
|    | Inghilterra (bandiera)      | C     | Russell Beardsmore |

| N. |                        | Ruolo | Calciatore        |
| -- | ---------------------- | ----- | ----------------- |
|    | Inghilterra (bandiera) | C     | Tony Gill         |
|    | Galles (bandiera)      | C     | Deiniol Graham    |
|    | Inghilterra (bandiera) | C     | Paul Ince         |
|    | Scozia (bandiera)      | C     | Ralph Milne       |
|    | Inghilterra (bandiera) | C     | Mike Phelan       |
|    | Inghilterra (bandiera) | C     | Bryan Robson      |
|    | Inghilterra (bandiera) | C     | Lee Sharpe        |
|    | Inghilterra (bandiera) | C     | Neil Webb         |
|    | Galles (bandiera)      | A     | Mark Hughes       |
|    | Inghilterra (bandiera) | A     | Giuliano Maiorana |
|    | Scozia (bandiera)      | A     | Brian McClair     |
|    | Inghilterra (bandiera) | A     | Mark Robins       |
|    | Inghilterra (bandiera) | A     | Danny Wallace     |